# Malcolm McDowell

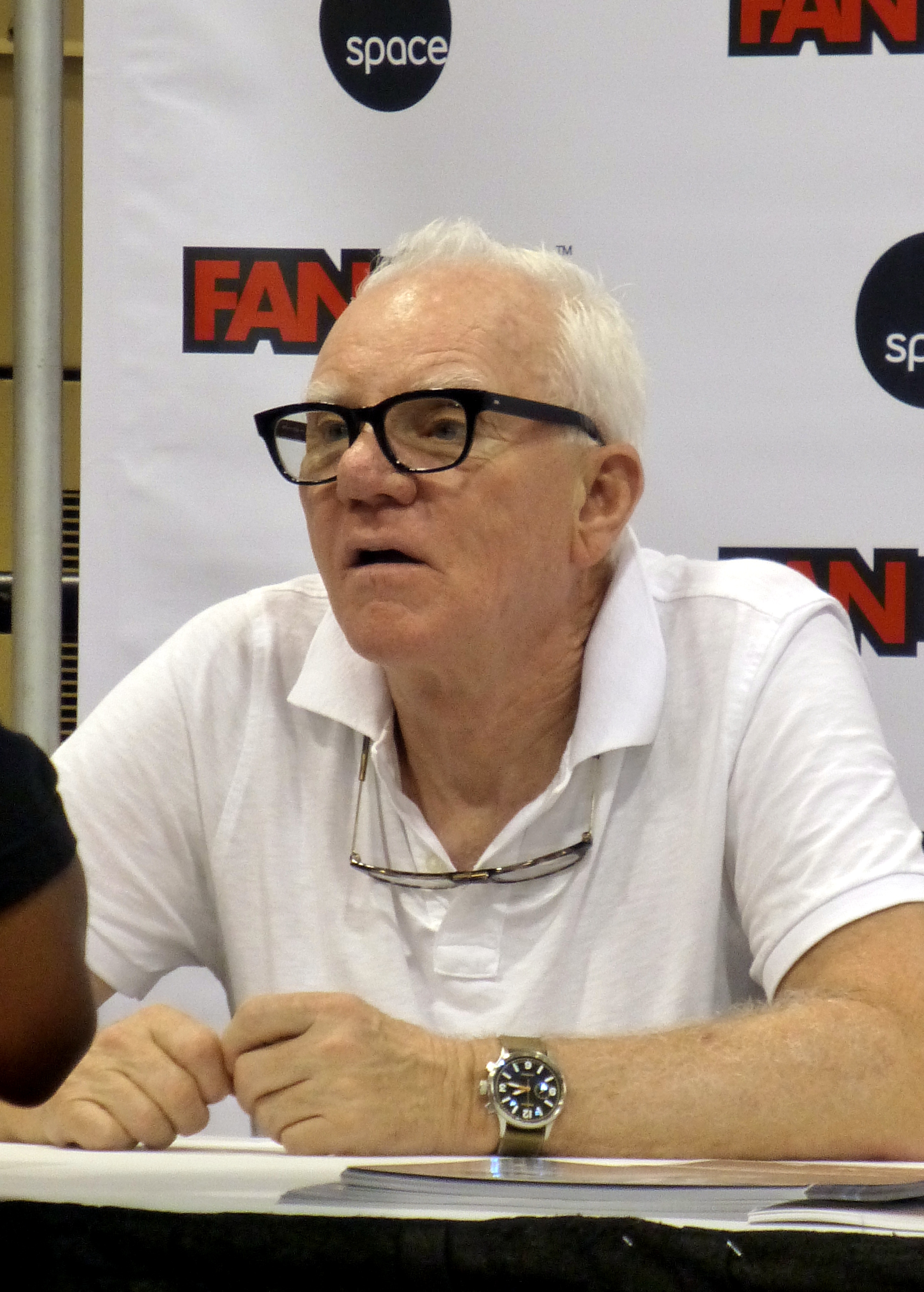
Malcolm McDowell în 2015

Malcolm McDowell (născut Malcolm John Taylor; n. 13 iunie 1943, Horsforth⁠(d), Anglia, Regatul Unit) este un actor britanic. Cariera lui McDowell durează de cinci decenii și include roluri notabile cum ar fi cele din: Dacă... (1968), Portocala mecanică (1971), Așii înălțimilor (1976), Caligula (1979), Eroii și cel din remake-ul horrorului Haalloween din 2007.

## Biografie
McDowell s-a născut în Horsforth, Leeds, fiul Ednei (născuta McDowell), o angajată a unui hotel și al lui Charles Taylor, proprietarul unui „pub”. La șase săptămâni de la nașterea lui McDowell, familia sa s-a stabilit pe Coasta de Est a Yorkshireului deoarece tatăl său făcea parte din Forțele Aeriene Regale.
McDowell a fost căsătorit cu actrița Margot Bennett din 1975 până în 1980. Apoi s-a căsătorit cu Mary Steenburgen pe care a întâlnit-o în timpul filmărilor de la Time after Time având împreună doi copii: Lily Amanda și Charles Malcolm, înainte de a divorta în 1990. În 1991, McDowell s-a căsătorit cu Kelly Kuhr, cu care are trei copii: Beckett Taylor McDowell, Finian Anderson McDowell și Seamus Hudson McDowell. McDowell locuiește în Santa Barbara, California. Este unchiul actorului Alexander Sidding. McDowell și nepotul său au jucat împreună în filmul Doomsday în regia lui Neil Marshall.

### Cariera
McDowell și-a început viața profesională ca servitor în "pub"-ul părinților săi și apoi ca vânzător de cafea (slujbă ce servește ca inspirație pentru filmul O Lucky Man !). Pe parcursul șederii sale la Școala Cannock, începe să ia lecții de actorie, pentru ca ulterior să-și asigure o slujbă la „Royal Shakespeare Company”. Își face debutul pe ecran cu rolul elevului rebel Mick Travis în Dacă... (1968). Au urmat Figures in a Landscape (1970) și The Raging Moon (1971). Prestația sa din Dacă... i-a atras atenția lui Stanley Kubrick, care l-a distribuit în rolul principal din Portocala mecanică. McDowell a fost foarte apreciat (nominalizat pentru Cel mai Bun Actor de către Criticii New Yorkezi de Film) pentru rolul Alex din acest film.
A colaborat din nou cu Anderson la O Lucky Man ! (1973), care s-a bazat chiar pe o idee de-a sa, dar și la Britannia Hospital (1982) jucând și în Așii înălțimilor (1976). McDowell a apărut regulat la producțiile Televiziunii Britanice de la începutul anilor '70 în adaptări ale unor piese clasice de teatru, un exemplu constituindu-l The Collection, în care joacă alături de Laurence Olivier. A mai jucat și în Voyage of The Damned (1976) și ca eroul lui Dornford Yates, Richard Chandos în She Fell Among Thieves (1977). Și-a făcut debutul la Hollywood în rolul lui H. G. Wells în Time after Time (1979).
McDowell l-a portretizat în 1979 pe controversatului Caligula. Mai târziu a declarat, cu privire la tipul de personaje negative pe care le înfățișează că: „Presupun că sunt cel mai cunoscut pentru astfel de roluri, dar de fapt asta ar fi doar jumătate din cariera mea dacă ar fi să pun la socoteală toate filmele mele.” A apărut de asemenea în filmul de acțiune Blue Thunder (1983), dar și în remake-ul din 1982 al peliculei Cat People. A jucat în Get Crazy ca Reggie Wanker, o parodie la adresa lui Mick Jagger. Tot în 1983, McDowell înfățișează Lupul (Reginald von Lupen) în episodul „Scufița Roșie” al serialului Faerie Tale Theatre (soția sa de la acea vreme, Mary, a interpretat rolul Scufiței Roșii). În 1984 a fost naratorul documentarului The Compleat Beatles.
McDowell este bine cunoscut în seria Star Trek ca fiind „omul care l-a ucis pe Căpitanul Kirk” în filmul Star Trek Generations din 1994, în care a jucat rolul savantului nebun, Dr. Tolian Soran.
În 1995 McDowell a jucat alături de actrița Lori Petty în comedia S. F. de acțiune Tank Girl. Aici l-a înfățisat pe diabolicul Dr. Kessle.
McDowell și-a interpretat propriul rol în The Player din regia lui Robert Altman. A făcut încă o dată echipă cu Altman la The Company din 2003, având rolul lui Dl. A, directorul fictiv al „Joffrey Ballet of Chicago”.
În filmul din 2003, I'll Sleep when I'm Dead interpretează rolul unui om căsătorit care răpește un tânăr traficant de droguri pentru „a-i da o lecție”. Mulți consideră prestația sa din acest film ca fiind cea mai reușită a sa de până atunci. În film apare și Clive Owen, ca fratele mai mare al  victimei. Filmul a devenit în scurt timp un „cult classic”.
În 2006 McDowell l-a portretizat pe mogulul om de radio Jonas Slaughter în Law & Order: Criminal Intent, în 2007 l-a jucat pe bogatul Mr. Linderman pe parcursul primului sezon al seriei Heroes. A jucat în Jerry was a Man care a apărut ca un episod al Masters of Science Fiction la ABC și Sky. A jucat și rolurile lui Terrence McQuewick în Entourage și Julian Hodge în Monk.
În 2007 a apărut ca Dr. Sam Loomis în remake-ul filmului Halloween în regia lui Rob Zombie, ca Desmond LaRochette în The List al lui Robert Whitlow și ca un patriarh irlandez, Edna Doyle în Red Roses and Petrol care a fost lansat în 2008.

### Actor de voce
McDowell și-a împrumutat recent vocea pentru personajul „Dr. Calico” în producția Disney Bolt, iar în prezent lucrează la comedia rock and roll canadiană Suck împreună cu regizorul și actorul Rob Stefaniuk. Și-a împrumutat de asemenea vocea președintelui Statelor Unite, John Henry Eden în Fallout 3.
Alte proiecte recente la care McDowell a colaborat cu vocea sa au fost personajul Metallo din Superman: The Animated Series, Mad Mod în desenul animat Teen Titans, fiind și naratorul unui episod din South Park cunoscut, simplu ca A British Person sau chiar și vocea comandantului Death Star într-un episod din Robot Chicken ce parodiază Star Wars. A apărut totodată regulat în al doilea sezon al seriei animate Metalocalypse difuzate de Adult Swim.
În 2006 și 2007 a contribuit la două albume - tribut Pink Floyd produse de Billy Sherwood: Back against The Wall și Return to The Dark Side of The Moon.

## Filmografie selectivă
- 1968 Dacă... (If...), regia Lindsay Anderson : „Mick” Travis
- 1970 Figuri într-un peisaj (Figures in a Landscape), regia Joseph Losey : Ansell
- 1971 The Raging Moon, regia Bryan Forbes : Bruce Pitchard
- 1971 Portocala mecanică (A Clockwork Orange), regia Stanley Kubrick :  Alexander "Alex" DeLarge
- 1973 Oh, norocosule! (O Lucky Man !), regia Lindsay Anderson : „Mick” Travis
- 1975 Royal Flash, rergia Richard Lester : Flashman
- 1976 Așii înălțimilor (Aces High), regia Jack Gold : maiorul John Gresham
- 1976 Corabia condamnaților (Voyage of The Damned), regia Stuart Rosenberg : Max Gunter
- 1979 Caligula (Caligula), regia Tinto Brass : Caligula
- 1979 Trecătoarea (The Passage), regia J. Lee Thompson : Cpt. Von Berkow
- 1979 Mașina timpului (Time after Time), regia Nicholas Meyer : H. G. Wells
- 1980 Privește înapoi cu mânie (Look Back in Anger'), regia Lindsay Anderson : Jimmy Porter
- 1982 Britannia Hospital (Britannia Hospital), regia Lindsay Anderson : „Mick” Travis
- 1982 Iubire blestemată (Cat People), regia Paul Schrader : Paul Gallier
- 1983 Fulgerul albastru (Blue Thunder), regia John Badham : Colonelul F. E. Cochrane
- 1983 Cross Creek (Cross Creek), regia Martin Ritt : Max Perkins
- 1983 Un plan nebunesc (Get Crazy), regia Allan Arkush : Reggie Wanker
- 1987 The Caller (The Caller), regia Arthur Allan Seidelman
- 1988 Amurg (Sunset), regia Blake Edwards
- 1990 Închisoarea spațială (Moon 44), regia Roland Emmerich
- 1994 Star Trek: Generații (Star Trek Generations), regia David Carson
- 1996 Trenul de noapte spre Veneția (Night Train to Venice), regia Carlo U. Quinterio
- 1997 Chior să fii, noroc să ai! (Mr. Magoo), regia Stanley Tong
- 2006 Blestemul lui Tutankhamon (The Curse of King Tut's Tomb), regia Russell Mulcahy
- 2007 Război și pace (War and Peace), regia Robert Dornhelm
- 2008 Sfârșitul lumii (Doomsday), regia Neil Marshall
- 2008 Bolt (voce), regia Chris Williams și Byron Howard
- 2009 Halloween II, regia Rob Zombie
- 2010 Cartea lui Eli (The Book of Eli), regia Allen Hughes și Albert Hughes
- 2011 Artistul (The Artist), regia Michel Hazanavicius
- 2012 Silent Hill: Revelația (Silent Hill: Revelation), regia M. J. Bassett
- 2020 The Big Ugly
- 2020 Cronicile Crăciunului 2 (The Christmas Chronicles: Part II), regia Chris Columbus
- 2021 She Will
- 2022 Father Stu, regia Rosalind Ross
- 2024 Thelma – Rache war nie süßer (Thelma), regia Josh Margolin

## Legături externe
- Materiale media legate de Malcolm McDowell la Wikimedia Commons
- http://www.cinemagia.ro/actori/malcolm-mcdowell-2097/
- Malcolm McDowell la Internet Movie Database